# Kalifornische Großohrblattnase

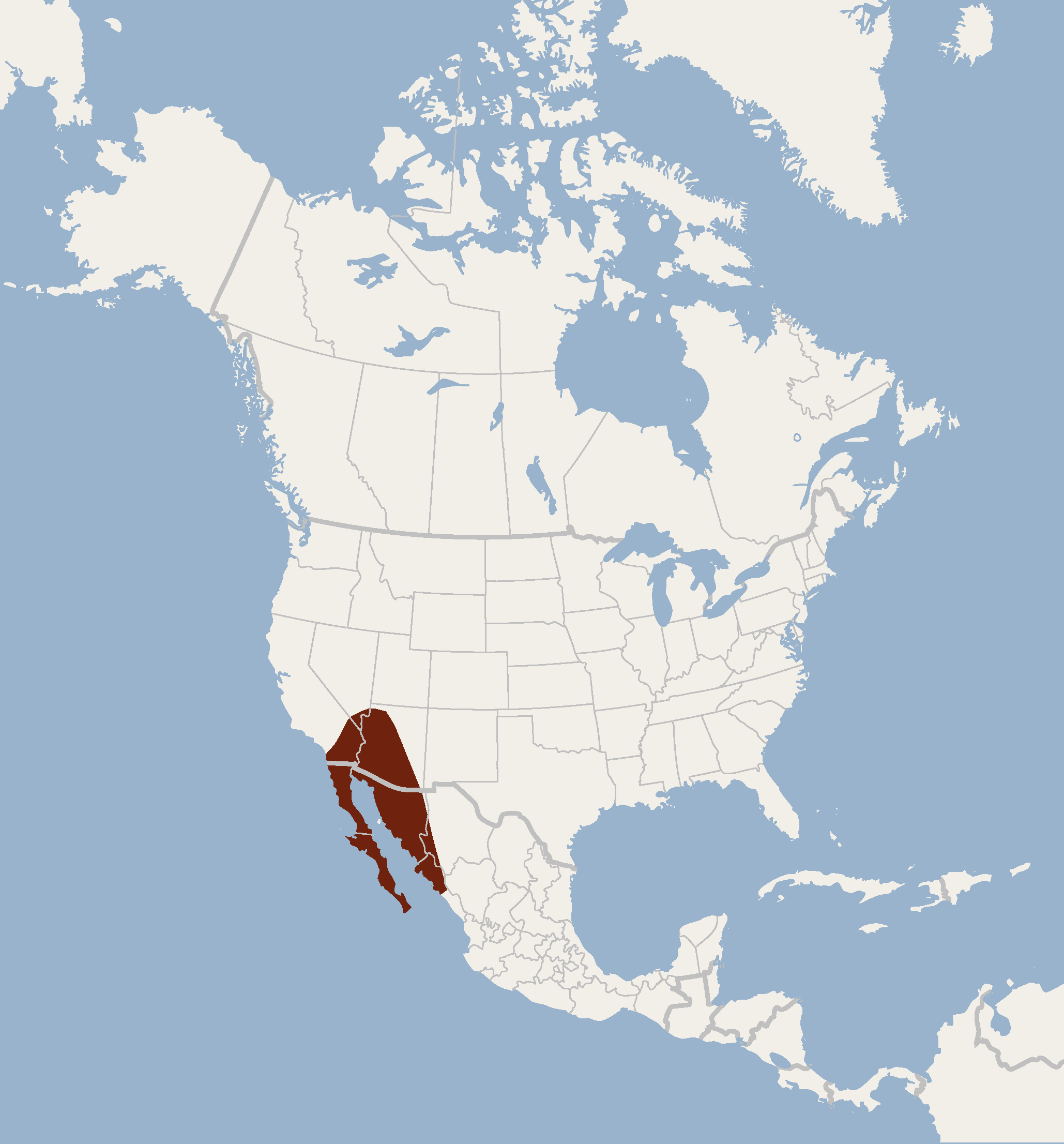
Verbreitungsgebiet der Kalifornischen Großohrblattnase (Text beachten)

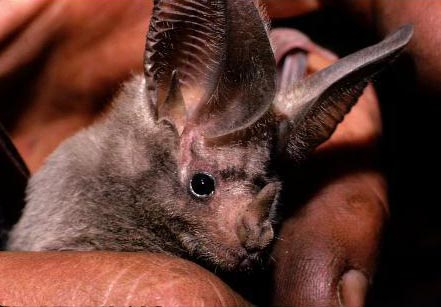
Detailbild des Kopfes

Die Kalifornische Großohrblattnase (Macrotus californicus) ist ein im westlichen Nordamerika verbreitetes Fledertier in der Familie der Blattnasen. Sie bildet zusammen mit der Waterhouse-Großohrblattnase (Macrotus waterhousii), als deren Unterart sie noch bis in die 1980er-Jahre gezählt wurde, die Gattung Großohrblattnasen (Macrotus; „großohrig“).

## Merkmale
Erwachsene Exemplare sind mit Schwanz 77 bis 108 mm lang, die Schwanzlänge beträgt 25 bis 42 mm, und das Gewicht liegt bei 10 bis 14 g. Es sind 44 bis 58 mm lange Unterarme und 24 bis 29 mm lange Ohren vorhanden. Typisch für das Fell sind Haare, die an den Wurzeln hell und an den Spitzen dunkel sind, was oberseits ein schokoladenbraunes und unterseits ein etwas helleres Aussehen erzeugt. Das 4 bis 6 mm lange Nasenblatt besteht aus einer runden Grundform und einem lindenblattförmigen Aufsatz. Bei dieser Fledermaus ragt die Schwanzspitze etwas aus der Schwanzflughaut heraus. Ein weiteres Kennzeichen ist eine Zahnkrone auf den Molaren, die ein W formt. Die 34 Zähne verteilen sich nach der Zahnformel I 2/2, C 1/1, P 2/3, M 3/3. Ein Hautstreifen verbindet die Ohren auf der Stirn. Die Art hat einen recht langen Fersensporn (Calcar). Der diploide Chromosomensatz wird aus 40 Chromosomen gebildet (2n=40).

## Verbreitung
Das Verbreitungsgebiet reicht vom südöstlichen Kalifornien und von Arizona (beide USA) bis zur Halbinsel Niederkalifornien und zum nördlichen Sinaloa sowie zum westlichen Chihuahua (alle Mexiko). Die Kalifornische Großohrblattnase lebt im Flachland und in Gebirgen bis 1220 Meter Höhe. Sie hält sich in Wäldern, Strauchflächen und Kulturlandschaften auf. In wüstenartigen Gegenden besucht sie Galeriewälder.

## Lebensweise
Die dämmerungs- und nachtaktiven Individuen ruhen am Tage in recht warmen Höhlen, Bergwerksstollen und Gebäuden. Außerhalb der Paarungszeit sind einzelne Exemplare oder Kolonien mit einigen hundert Mitgliedern im Versteck zu finden. Die Tiere halten gewöhnlich etwas Abstand voneinander. Diese Fledermaus hält keinen Winterschlaf. Zur Geburt und Aufzucht der Nachkommen suchen Gruppen von 100 bis 200 Weibchen andere Höhlen auf, die nur von wenigen Männchen besucht werden. Andere Männchen bilden Junggesellenkolonien. Diese Fledermaus fängt recht große Insekten wie Laubheuschrecken, Echte Motten, Echte Grillen, Blatthornkäfer und Laufkäfer. Im Gegensatz zu vielen anderen Fledermäusen jagt sie vorwiegend auf Sicht. Die Beute wird meist von Pflanzen oder vom Boden aufgesammelt. Diese Fledermaus kann mit ihren Flügeln recht langsam fliegen und ihre Richtung schnell ändern. So fehlt ihr dagegen das Vermögen zu längeren Wanderungen. Die Ruheplätze liegen meist 10 bis 25 Meter vom Höhlen- oder Tunneleingang entfernt.
Bei dieser Art folgt auf die Paarung und Befruchtung des Eis eine verzögerte Embryoentwicklung über etwa fünf Monate. Danach wächst das einzige Embryo pro Wurf über drei oder vier Monate schneller bis zur Geburt zwischen Mitte Mai und Anfang Juli. Eier gelangen nur über den rechten Eileiter zur Gebärmutter. Eine andere Quelle nennt gewöhnlich zwei Nachkommen pro Wurf.

## Gefährdung
Wie die andere Art dieser Gattung reagiert diese Fledermaus empfindlich auf Störungen am Ruheplatz. Dabei reicht es schon aus, wenn entweder Sommer- oder Winterversteck beeinträchtigt werden. In Regionen, die wenig Wald oder Buschflächen aufweisen, wirken sich Rodungen negativ aus. Kleinere Populationen im östlichen Mexiko, die gewöhnlich zu einer Unterart der Waterhouse-Großohrblattnase (M.w.bulleri) gelistet werden, könnten auch zu dieser Art zählen und wären so besonders gefährdet. Im Verbreitungsgebiet gibt es mehrere Schutzzonen und die Gesamtpopulation gilt als stabil. Die IUCN listet die Kalifornische Großohrblattnase als nicht gefährdet (least concern).